# Dvärgmara
Dvärgmara (Dolichotis salinicola) är en däggdjursart som beskrevs av Hermann Burmeister 1876. Dolichotis salinicola ingår i släktet maror och familjen Caviidae. IUCN kategoriserar arten globalt som livskraftig. Inga underarter finns listade.

## Utseende
Denna gnagare påminner liksom den andra arten i samma släkte mer om en kanin än om ett marsvin. Arten kännetecknas av långa smala ben och medelstora spetsiga öron. Den når en kroppslängd (huvud och bål) av 42 till 48 cm och en svanslängd av 2 till 3 cm. Med 1,8 till 2,3 kg kroppsvikt är dvärgmaran tydlig lättare än den vanliga maran. Pälsen har på ryggen en brungrå till mörkgrå färg som blir ljusare på sidorna och vid buken är pälsen ibland vitaktig. Hos ungdjur kan det finnas gulröda skuggor i pälsen.

## Utbredning och habitat
Dvärgmaran förekommer från sydöstra Bolivia och centrala Paraguay till norra Argentina (fram till provinsen San Luis). Arten lever där i slättlandet Gran Chaco som kännetecknas av torra skogar, buskskogar och vattendrag som tidvis torkar ut. Området ligger mellan 400 och 800 meter över havet.

## Ekologi
Individerna är aktiva på dagen och lever i par eller i små familjegrupper. De har underjordiska gömställen som grävs själv eller som övertas av en viscacha (Lagostomus maximus). En plats där de vanligen ”badar” i sanden markeras med urin och körtelvätska.
Dvärgmaran äter olika växtdelar beroende av det som årstiden erbjuder.
Fortplantningssättet är inte bra utredd. Efter dräktigheten som varar två månader föder honan 2 till 5 ungar. Ungarna väger cirka 200 gram vid födelsen och de kan röra sig självständig efter några få timmar. Redan efter fyra veckor slutar honan stegvis med digivningen. Hannar deltar inte i ungarnas uppfostring.
Dvärgmaran jagas av större rovdjur som jaguar, puma och azararäv (Lycalopex gymnocercus).